# Prix de l'Académie de Berlin
Le Prix de l'Académie de Berlin est un prix décerné depuis 2008 par l'Académie de Berlin pour récompenser des institutions ou des personnes qui ont contribué de manière remarquable au développement des relations culturelles entre la France et l'Allemagne.
De 2008 à 2013 le prix était parrainé par la Fondation Robert Bosch (Robert Bosch Stiftung). Depuis 2014, le groupe Würth assure la dotation financière du prix et attribue une somme de 10 000 euros au lauréat.

## Lauréats
- 2008 : Tomi Ungerer, peintre, dessinateur, auteur et illustrateur
- 2009 : Johannes Willms, journaliste, écrivain et historien
- 2010 : les maisons d’édition L'Arche (Paris) et Matthes & Seitz (de) (Berlin)
- 2011 : Stéphane Hessel, écrivain, diplomate et résistant
- 2012 : Eva Moldenhauer, traductrice et Bernard Lortholary, traducteur
- 2013 : Georges-Arthur Goldschmidt, écrivain, essayiste et traducteur
- 2014 : Luc Bondy, metteur en scène
- 2015 : Bénédicte Savoy, historienne de l'art
- 2016 : Cécile Wajsbrot, écrivain et traductrice
- 2017 : Étienne François, historien
- 2018 : Festival Perspectives, festival franco-allemand consacré aux arts de la scène
- 2019 : Annie Ernaux
- 2020 : Philippe Lançon
- 2021 : Floriane Azoulay, experte des droits de l'homme, et le projet étudiant Faire écouter des voix françaises : témoignages du réseau des camps de Flossenbürg 1938 à 1945[1]
- 2022 : Yasmina Reza
- 2023 : Festival Primeurs
- 2024 : Didier Eribon